# Sedobro
Sedobro (cyr. Седобро) – wieś w Serbii, w okręgu zlatiborskim, w gminie Prijepolje. W 2011 roku liczyła 304 mieszkańców.